# Броніславув (Пясечинський повіт)
Броніславув (пол. Bronisławów) — село в Польщі, у гміні Пражмув Пясечинського повіту Мазовецького воєводства.
Населення — 208 осіб (2011).
У 1975—1998 роках село належало до Варшавського воєводства.

## Демографія
Демографічна структура станом на 31 березня 2011 року:
|          | Загалом | Допрацездатний вік | Працездатний вік | Постпрацездатний вік |
| -------- | ------- | ------------------ | ---------------- | -------------------- |
| Чоловіки | 102     | 22                 | 72               | 8                    |
| Жінки    | 106     | 26                 | 65               | 15                   |
| Разом    | 208     | 48                 | 137              | 23                   |